# Dorothee Günther
Dorothee Günther (née le 8 octobre 1896 à Gelsenkirchen et morte le 18 septembre 1975 à Cologne) est une gymnaste et pédagogue allemande de la danse.
Elle est, avec Carl Orff, Gunild Keetman et Maja Lex, à l'origine du concept pédagogie de l'Orff-Schulwerk. Elle a joué un rôle majeur dans la mise en oeuvre des concepts pédagogiques du compositeur allemand.
Elle s'est compromise avec le nazisme, en prenant sa carte au parti nazi dès le mois de mai 1933 et a contribué à la présence de l'école dans les cérémonies pour les Jeux olympiques de 1936 à Berlin.

## Ouvrage
- Der Tanz als Bewegungsphänomen, Reinbek, 1962.